# جان فرانسوا دوميرغ
جان فرانسوا دوميرغي (بالفرنسية: Jean-François Domergue) (23 يونيو 1957 في بوردو) لاعب كرة قدم فرنسي معتزل كان يجيد اللعب في مركز قلب الدفاع وحاليا مدرب من دون نادي .
خلال مسيرته الرياضية شارك في 9 مباريات دولية مع منتخب فرنسا مسجلا هدفين كانا في مرمى منتخب البرتغال ضمن مباريات الدور النصف النهائي من بطولة كأس الأمم الأوروبية 1984 والتي انتهت بفوز منتخب فرنسا 3-2 بعد تمديد الوقت .

## روابط خارجية
- جان فرانسوا دوميرغ على موقع قاعدة بيانات كرة القدم.إي يو (الإنجليزية)
- جان فرانسوا دوميرغ على موقع ليكيب (الفرنسية)
- جان فرانسوا دوميرغ على موقع ناشيونال فوتبول تيمز (الإنجليزية)